# Anne Herpertz

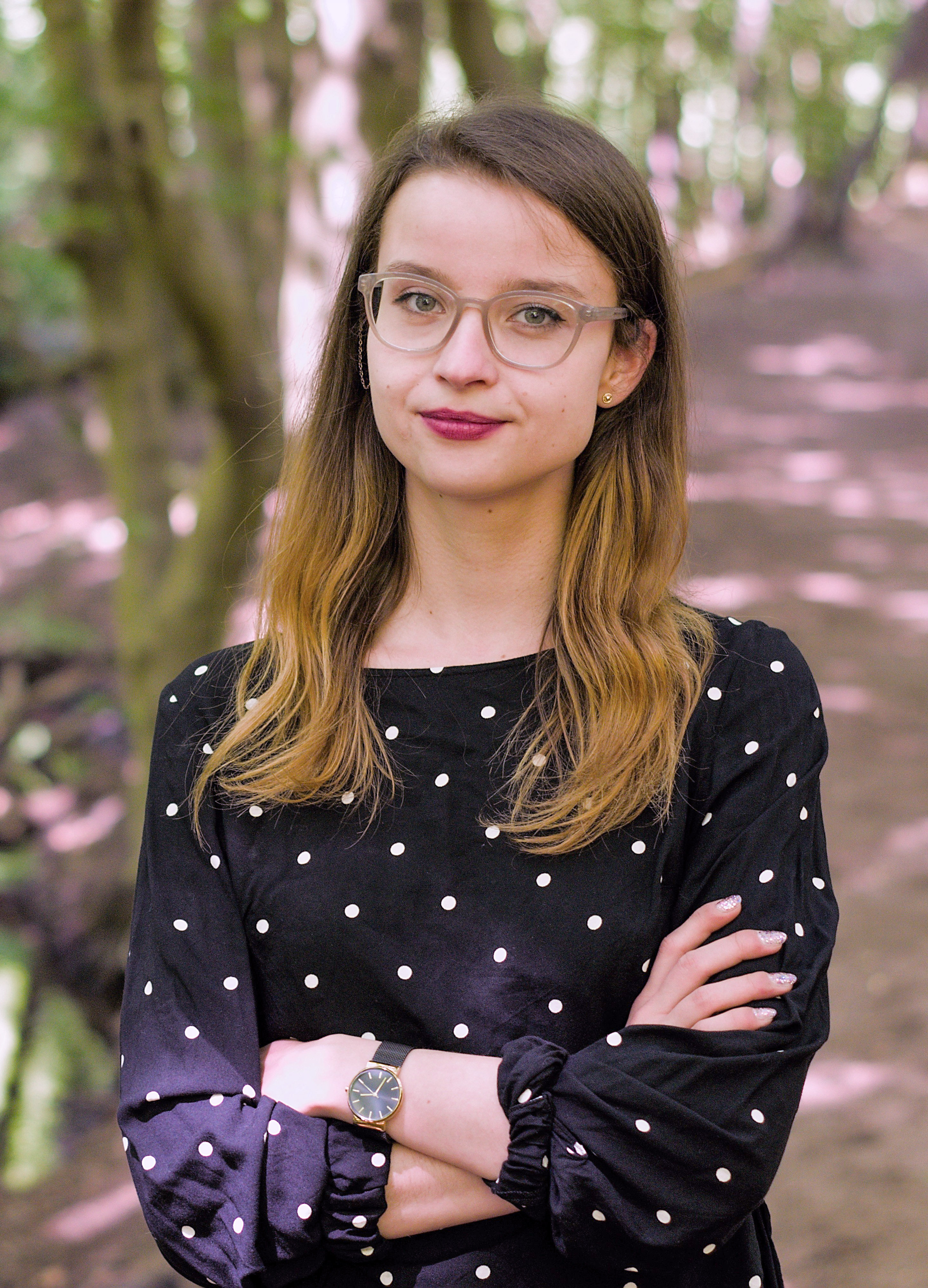
Anne Herpertz (2022)

Anne Herpertz (* 6. März 1998 in Meißen) ist eine deutsche Politikerin. Sie war von Juni 2022 bis Dezember 2023 Bundesvorsitzende der Piratenpartei Deutschland. Seit 2024 sitzt sie im Dresdner Stadtrat.

## Leben
Anne Herpertz studiert an der Technischen Universität Dresden Politikwissenschaft und arbeitet nebenbei als Studentische Hilfskraft und Tutorin am Lehrstuhl für politische Systeme und Systemvergleich von Marianne Kneuer. Sie trat 2017 in die Piratenpartei ein.
Herpertz lebt in Dresden-Neustadt.

## Politik
2017 gründete Herpertz die Hochschulpiraten Dresden. Sie wurde anschließend zur ersten Vorsitzenden der Neustadtpiraten und zur zweiten Vorsitzenden der Piraten Dresden gewählt.
Zur Stadtratswahl 2019 in Dresden trat Herpertz als Spitzenkandidatin für die Piraten im Wahlkreis 3 an. Ihr Wahlkreis erreichte mit 3,7 % das zweitbeste Piraten-Ergebnis in Dresden und Herpertz verpasste nur knapp ihren Einzug in den Stadtrat. Bei der Bundestagswahl 2021 trat sie als Direktmandatin der Piratenpartei im Wahlkreis Dresden II – Bautzen II an und erreichte dort mit 0,9 % das bundesweit beste Zweitstimmenergebnis der Piratenpartei.
Am 11. Juni 2022 wurde sie auf dem Bundesparteitag in Bad Homburg vor der Höhe zur Vorsitzenden gewählt. Sie selbst ordnet sich und die Piratenpartei als links-liberal ein.
Seit 2023 sitzt Herpertz für die Piratenpartei im Stadtbezirksbeirat der Dresdner Neustadt. Bei der Kommunalwahl 2024 in Dresden trat Herpertz erneut als Spitzenkandidatin für den Stadtrat im Wahlkreis 3 an, wo sie 5,7 % holen konnte. Sie zog damit in den Stadtrat von Dresden ein.